# 12ガーデンズ・ライヴ
『12ガーデンズ・ライヴ』（12 Gardens Live）は、ビリー・ジョエルが2006年に録音・発表したライヴ・アルバム。

## 解説
ビリーが2006年1月から4月にかけて行った12回のマディソン・スクエア・ガーデン公演は、全日程ともソールド・アウトとなり、ブルース・スプリングスティーンが持っていた、同会場での10日間ソールド・アウトという記録を破った。12回公演の全日程は、1月が23日と26日、2月が2日・9日・11日・16日・25日・27日、3月が2日と4日、4月が19日と24日。本作は、マディソン・スクエア・ガーデン公演からの音源を収録したライヴ・アルバムだが、収録音源の公演日は明記されていない。
ジャケットには30曲入りと記載されているが、実際には2曲の隠しトラックが追加収録されている。

## 収録曲
全曲ともビリー・ジョエル作詞・作曲。

### ディスク1
1. 怒れる若者 - "Prelude/Angry Young Man" - 5:19
2. マイ・ライフ - "My Life" - 4:59
3. エヴリバディ・ラヴズ・ユー・ナウ - "Everybody Loves You Now" - 3:04
4. さすらいのビリー・ザ・キッド - "The Ballad of Billy the Kid" - 5:30
5. エンターテイナー - "The Entertainer" - 4:01
6. ウィーン - "Vienna" - 3:35
7. ニューヨークの想い - "New York State of Mind" - 7:05
8. ナイト・イズ・スティル・ヤング - "The Night Is Still Young" - 5:14
9. ザンジバル - "Zanzibar" - 5:57
10. マイアミ2017 - "Miami 2017 (I've Seen the Lights Go Out on Broadway)" – 5:03
11. グレート・ウォール・オブ・チャイナ - "The Great Wall of China" - 5:07
12. アレンタウン - "Allentown" - 3:50
13. シーズ・ライト・オン・タイム - "She's Right on Time" - 3:56
14. ドント・アスク・ミー・ホワイ - "Don't Ask Me Why" - 3:10
15. ローラ - "Laura" - 5:19
16. ふたりだけのルーム - "A Room of Our Own" - 4:10
  - 隠しトラック

### ディスク2
1. グッドナイト・サイゴン〜英雄達の鎮魂歌 - "Goodnight Saigon" - 7:15
2. ムーヴィン・アウト - "Movin' Out (Anthony's Song)" - 3:48
3. イノセント・マン - "An Innocent Man" - 5:41
4. ザ・ダウンイースター"アレクサ" - "The Downeaster "Alexa" " - 3:50
5. シーズ・オールウェイズ・ア・ウーマン - "She's Always a Woman" - 3:41
6. キーピン・ザ・フェイス - "Keeping the Faith" - 4:54
7. ザ・リヴァー・オブ・ドリームス - "The River of Dreams" - 5:21
8. マター・オブ・トラスト - "A Matter of Trust" - 4:39
9. ハートにファイア - "We Didn't Start the Fire" - 4:47
10. ビッグ・ショット - "Big Shot" - 4:23
11. ガラスのニューヨーク - "You May Be Right" - 4:49
12. 若死にするのは善人だけ - "Only the Good Die Young" - 3:43
13. イタリアン・レストランで - "Scenes from an Italian Restaurant" - 7:35
14. ピアノ・マン - "Piano Man" - 5:43
15. そして今は… - "And So It Goes" - 3:50
16. ロックンロールが最高さ - "It's Still Rock and Roll to Me" - 3:26
  - 隠しトラック

## 参加ミュージシャン
- ビリー・ジョエル - ボーカル、ピアノ、ギター
- トミー・バーンズ - ギター、バッキング・ボーカル
- マーク・リヴェラ - サックス、ギター、キーボード、フルート、バッキング・ボーカル
- クリスタル・タリフェロ - パーカッション、サックス、ギター、バッキング・ボーカル
- デヴィッド・ローゼンタール - ピアノ、キーボード、バッキング・ボーカル
- アンディ・シコン - ベース、バッキング・ボーカル
- チャック・バーギ - ドラムス
- リッチー・カナータ - サックス
- カール・フィッシャー - トランペット、トロンボーン